# Operace Pierce Arrow
Operace Pierce Arrow byla vojenská operace Spojených států ve válce ve Vietnamu.
V reakci na incident v Tonkinském zálivu, ve kterém se dostaly do vzájemného konfliktu USS Maddox (DD-731) a severovietnamské torpédové čluny, přičemž americká loď utrpěla zásah jen jediným projektilem z kulometu poté, co 2. srpna 1964 a údajně i 4. srpna vyprovokovala incident svojí špionážní činností. Jako odvetu nařídil americký prezident Lyndon B. Johnson operaci Pierce Arrow (Pronikající šíp), která se uskutečnila 5. srpna 1964.

## Průběh
Operace se skládala z 64 leteckých útoků z letadlových lodí USS Ticonderoga (CV-14) a USS Constellation (CV-64) proti severovietnamským přístavům torpédových člunů v Ha Long, Loc Chao, Quang Khe a Ben Thuy a na petrochemickou továrnu v pobřežním městě Vinh.
Protiletadlová obrana Severního Vietnamu přitom sestřelila dvě americká letadla, přičemž jeden z pilotů zahynul a druhý Everett Alvarez se stal prvním americkým válečným zajatcem v Severním Vietnamu. Američtí piloti tvrdili, že zničili 90 procent zásob paliva v továrně ve městě Vinh a zničili nebo poškodili 25 torpédových člunů třídy P-4.

## Následky
Operace Pierce Arrow znamenala začátek amerických leteckých operací nad Severním Vietnamem a Jihovýchodní Asií, které měly za cíl ničit infrastrukturu, vojenský materiál a jednotky, které Severní Vietnam a Vietkong potřebovaly k vedení partyzánské války v Jižním Vietnamu.
Jako reakci na tento přepad povolala Vietnamská demokratická republika (Severní Vietnam) svoje stíhačky z Číny a 6. srpna se na základnu Noi Bai přesunul celý 921. stíhací pluk, který byl okamžitě uveden do bojové pohotovosti.